# Marco Montelatici
Marco Montelatici (ur. 25 sierpnia 1953 we Florencji) – włoski lekkoatleta, specjalista pchnięcia kulą, medalista halowych mistrzostw Europy w 1986, olimpijczyk.

## Kariera sportowa
Zajął 9. miejsce w pchnięciu kulą na halowych mistrzostwach Europy w 1977 w San Sebastián oraz 7. miejsce w tej konkurencji na halowych mistrzostwach Europy w 1978 w Mediolanie. Odpadł w kwalifikacjach na mistrzostwach Europy w 1978 w Pradze.
Zajął 6. miejsce na halowych mistrzostwach Europy w 1982 w Mediolanie. Odpadł w kwalifikacjach na mistrzostwach Europy w 1982 w Atenach.
Zajął 6. miejsca na igrzyskach olimpijskich w 1984 w Los Angeles i światowych igrzyskach halowych w 1985 w Paryżu oraz 5. miejsce na halowych mistrzostwach Europy w 1985 w Pireusie.
Zdobył brązowy medal w pchnięciu kulą na halowych mistrzostwach Europy w 1986 w Madrycie, przegrywając jedynie z Wernerem Günthörem ze Szwajcarii i Siergiejem Smirnowem ze Związku Radzieckiego.
Montelatici był mistrzem Włoch w pchnięciu kulą w 1976, 1977, 1982, 1987 i 1988, a w hali mistrzem w  1973, 1977, 1978, 1984 i 1986.
Ośmiokrotnie poprawiał rekord Włoch w tej konkurencji doprowadzając go do rezultatu 20,13 m, uzyskanego 6 sierpnia 1978 w Wenecji. Był pierwszym zawodnikiem włoskim, który pchnął kulę ponad 20 metrów.
Rekordy życiowe Montelaticiego:
- pchnięcie kulą – 20,90 m (26 maja 1985, Mediolan)
- pchnięcie kulą (hala) – 20,65 m (6 lutego 1986, Genua)

Jego żona Cinzia Petrucci była również lekkoatletką, kulomiotką, olimpijką z igrzysk w Moskwie w 1980.